# Estel vespertí doji baixista
Estel vespertí doji baixista (en anglès: Bearish Evening Doji Star) és una variant del patró d'espelmes japoneses anomenat Estel vespertí baixista, i al seu torn és la confirmació de l'Estrella doji baixista. Igualment que aquesta està format per tres espelmes indicant un possible canvi de tendència alcista, però amb la variant que la segon espelma és un doji. El fet d'aparèixer el doji li dona més potència que en la pauta normal, especialment si apareix prop d'una resistència quedant al capdamunt, anticipant quasi indefectiblement un canvi en la tendència alcista prèvia.

## Criteri de reconeixement
1. Els mateixos que l'Estel vespertí baixista però amb la variant del doji

## Explicació
La mateixa que l'Estel vespertí baixista

## Factors importants
Els mateixos que l'Estel vespertí baixista